# Zambrano-palota
A Zambrano-palota (spanyolul: Palacio de Zambrano) a mexikói Durango állam fővárosának, Victoria de Durangónak az egyik 18. századi műemléke. Hatalmas mérete miatt az egykori Új-Spanyolország északi részének egyik legfigyelemreméltóbb palotája. Ma a Pancho Villa Múzeum működik benne, ahol a történelmi kiállítások központi témája Pancho Villa forradalmár vezér élete.

## Története
Az épületet Juan Joseph Zambrano kereskedő és bányatulajdonos építtette a 18. század végén. Az építkezés valószínűleg 1798-ban fejeződött be, majd 1800-ban felavatták a vele egybeépült Teatro Coliseo színházat is (ma Teatro Victoria). A palotát két fő részre bontották: a nyugati bejárat vezetett a lakórészbe, a keleti az irodákhoz és az üzletekhez. A fő lakások az emeleti részben és a hátsó udvar körül épültek ki.
Zambrano 1816-os halála után egy évvel az intendencia bérelte ki, hogy ott rendezze be a spanyol korona helyi irányító szerveinek irodáit, majd a függetlenség kivívása után a megalakuló Durango állam kormánya költözött be a palotába. Ekkor maga a kormányzó is itt lakott. Mindeközben viszont 21 éven keresztül, egészen 1837-ig tartott az a per, amelyet Zambrano örökösei folytattak az épület tulajdonjogáért: végül a bíróság úgy ítélte meg, hogy a Zambrano második házasságából származó utódoké a palota, viszont mivel a több évtizedes vita alatt nem fizették be a megfelelő adókat, ezért végül a kormány lefoglalta az épületet, ami így állami tulajdonba került.
Ezután sokáig mindhárom hatalmi ág szervei itt működtek, de a 20. század elején az igazságszolgáltatás, 1978-ban pedig a törvényhozás költözött el a város egy másik épületébe. Ebben az évszázadban számos átépítésen és átalakításon ment keresztül, amelyek többsége a funkcionalitást szolgálta, de készültek benne díszítőelemek: hatalmas falfestmények is.

## Az épület
A tőle délre levő térre 62 méter hosszú főhomlokzatával néző, közel téglalap alaprajzú, két belső udvart körülölelő palota legjellegzetesebb ismertetőjegye a 16 ívből álló árkádsor.
A főbejáraton belépve a kapualjban Guillermo de Lourdes 1934–1935 között készült falfestményei láthatóak, az egyik a forradalom előtti korszak, a porfiriátus idejében történő haciendai munkákat, a másik a forradalomra való toborzást ábrázolja. Az udvarra belépve a földszinten a művész további alkotásai láthatók, amelyek balról jobbra a forradalom fontos történéseit örökítik meg. Ugyanitt Horacio Rentería Rocha 1935–1936-ban festett címersorozata és Ernesto Flores Esquivel festménye is látható, utóbbi témája a spanyol hódítók megérkezése előtti oktatás. A lépcsőház temében José Luis Sandoval két alkotása kapott helyet, ezek Benito Juárez Durangóba érkezését és az ősi Analco település ferences szerzetesek általi alapítását mutatják. A nagyobb udvarhoz tartozó folyósokon Francisco Montoya de la Cruz 1950 és 1952 között készült freskói tekinthetők meg, ezek az állam oktatásáról, mezőgazdaságáról, bányászatáról és iparfejlődéséről szólnak.
A második udvar emeleti részének déli folyosójáról nyílik a palota főterme, a kormányzók terme, ahol 1978-ig az állam kormánya az üléseit tartotta. Itt ma a falat az 1824-től működő kormányzók többségének fényképe díszíti, valamint Montoya de la Cruz 1937-es falfestménye a dolgozók felszabadításáról. Ennek a fő teremnek az előtermében Jorge Quiñones és Tere Serrato alkotása kapott helyet, ennek témáját Mexikó történelmi gyökerei adják. A nyugati, kisebb udvar lépcsőházának falán Guillermo Bravo Morán műve látható, amely a vasútnak a forradalomban és az ország fejlődésében betöltött szerepéről szól.
A palotának a festményeken kívül több érdekessége van még. A főudvar ólomból készült vízlevezető csatornái különleges módon az oszlopok belsejében kaptak helyet, a kisebb udvarhoz tartozó lépcsőház lépcsőit pedig igen alacsony fokokkal tervezték, hogy a megrakott lovak is fel tudjanak rajta menni. Az épületnek van egy „titkos” (nehezen észrevehető) ajtaja is, amely a Bruno Martínez és a 5 de Febrero utcák sarkán nyílik.
Az épülettel kapcsolatban több legenda is elterjedt, a leghíresebbek közülük a Zambrano kincséről szólók. Van, amelyik azt mondja, hogy a kincseket a 20. század végén már megtalálták, mások szerint azonban még ma is ott vannak valahol elrejtve a palotában.

## Képek

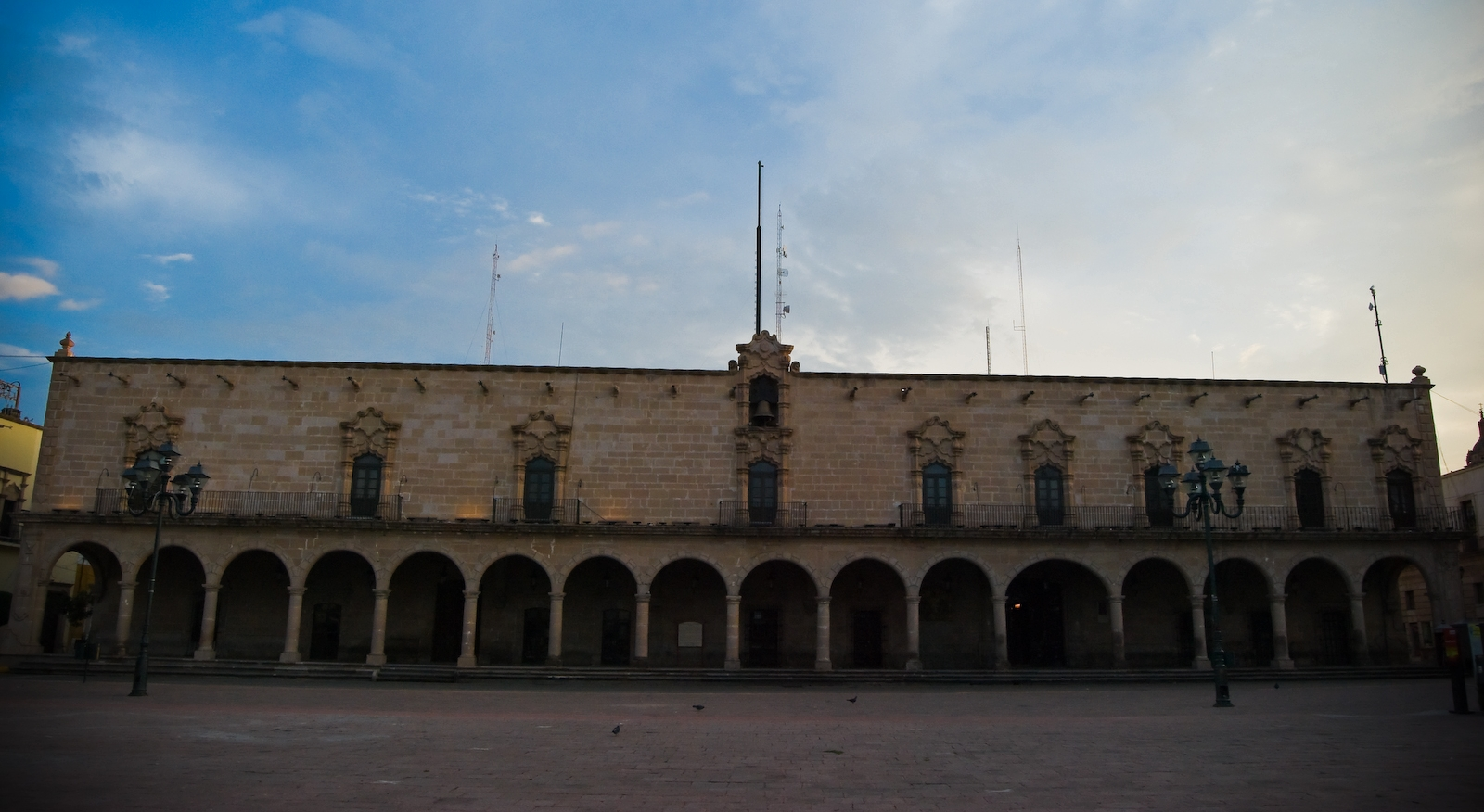
A főhomlokzat
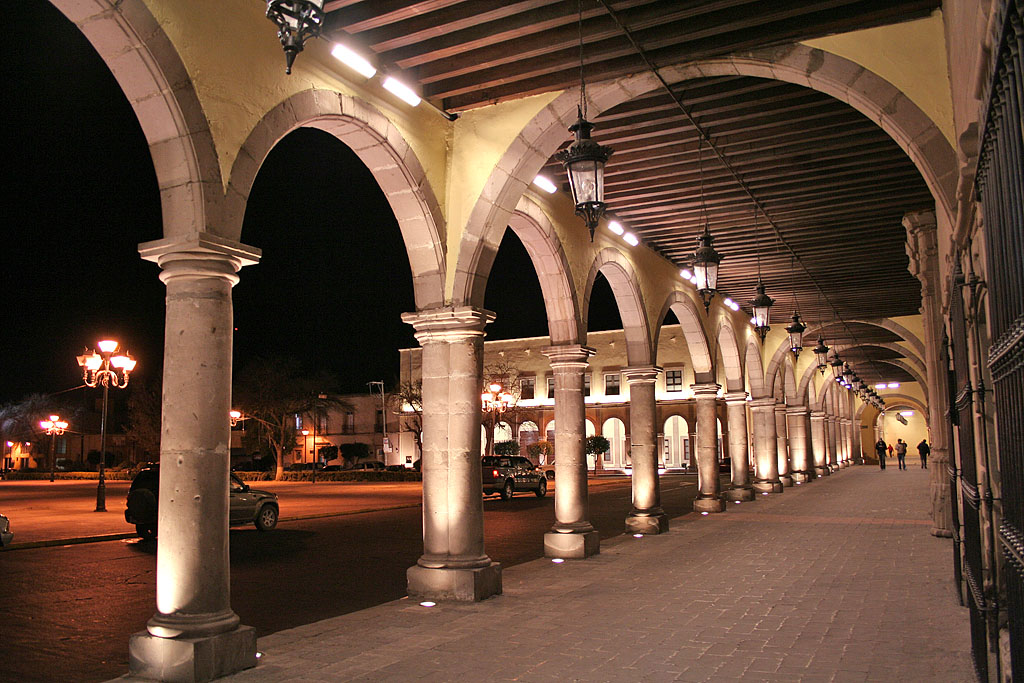
Az árkádok
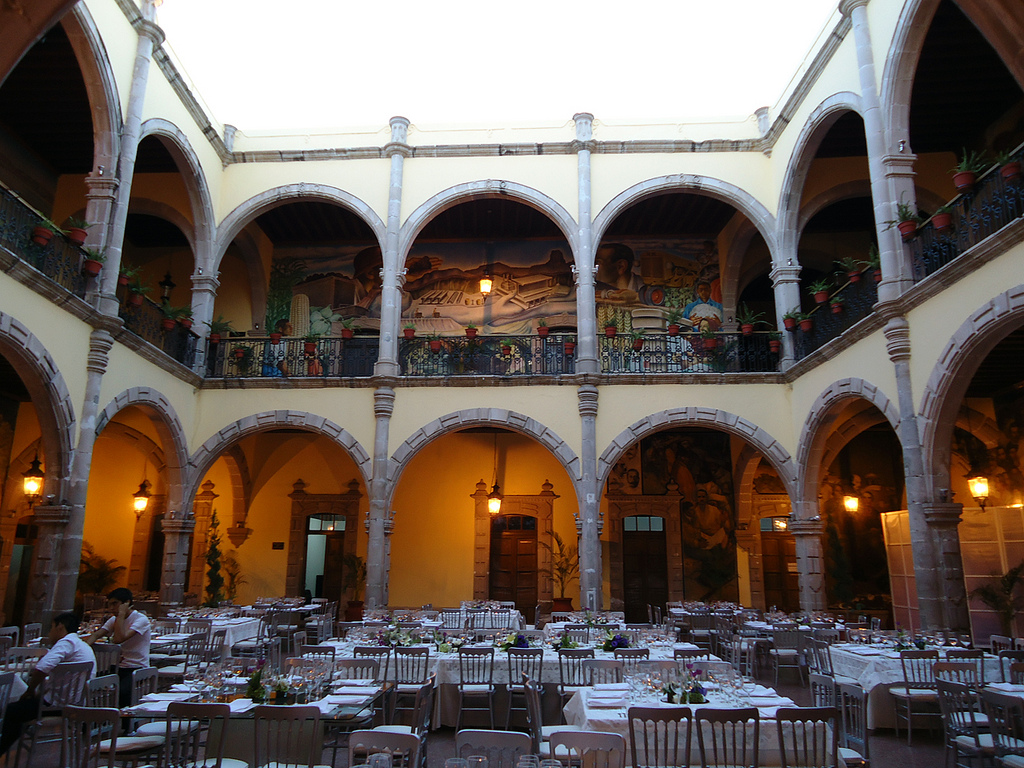
A kisebb belső udvar
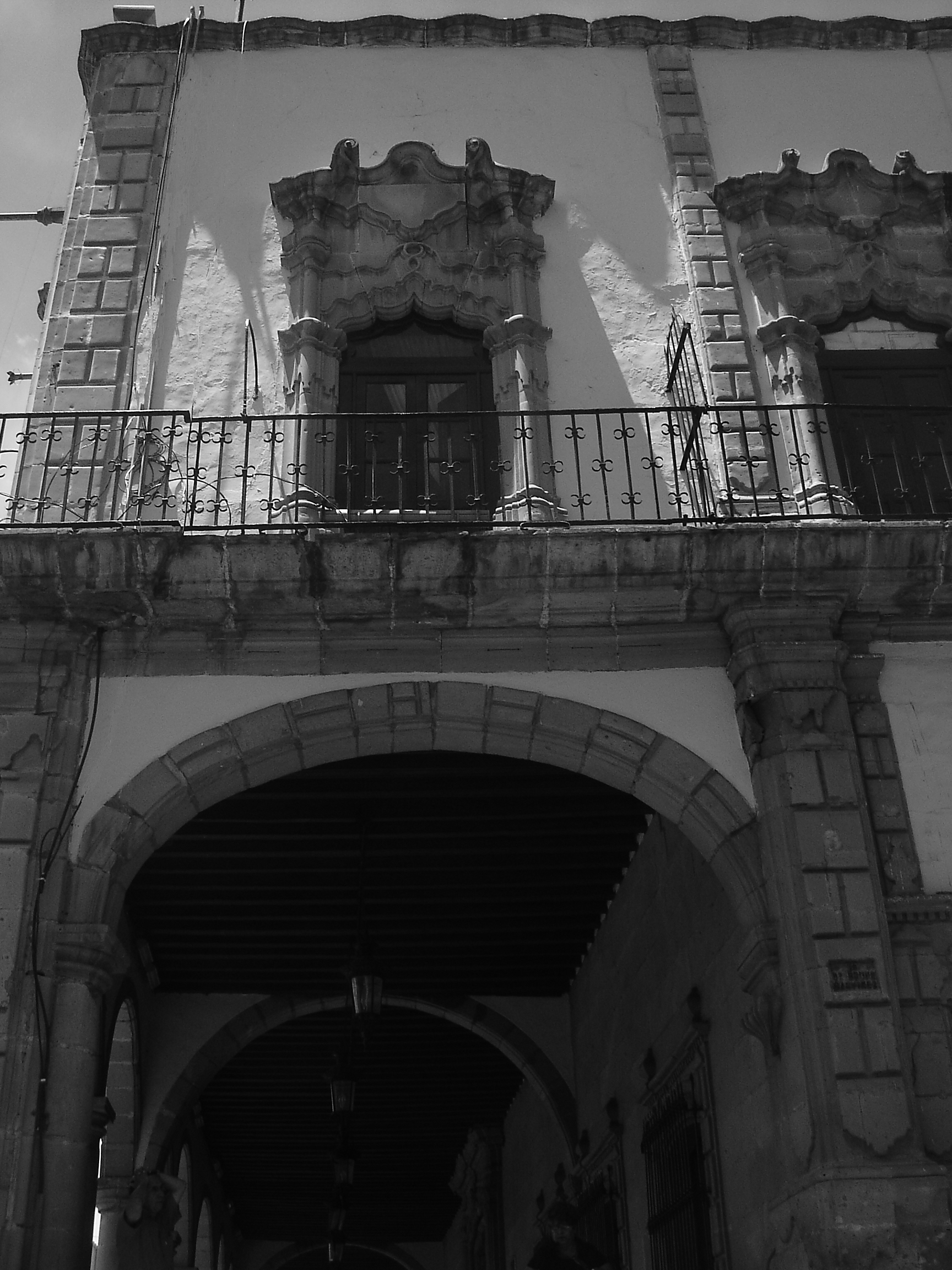
A keleti homlokzat részlete